# Mimulus parishii
Espèce
Classification APG III (2009)
Mimulus parishii est une espèce de plantes à fleurs du genre Mimulus et de la famille des Phrymaceae, connue en anglais sous le nom de Parish's monkeyflower. Elle est native des montagnes et des collines de la moitié sud de la Californie, de l'extrême ouest du Nevada et de la partie nord de la Basse-Californie aux États-Unis en Amérique du Nord où elles poussent dans des habitats humides et sablonneux tels que les berges de ruisseaux. C'est une plante annuelle qui peut atteindre 3 centimètres de hauteur avec une tige poilue et rigide. Ses feuilles sont ovales ou la forme d'une lance large et sont disposées de manière opposée le long de la tige. Elles atteignent 7,5 centimètres de long. La base tubulaire étroite de la fleur est encapsulé dans un calice nervuré de sépales avec des lobes pointus. Les cinq pétales sont blanches souvent teintées de rose.

## Annexe